# Teufelsgrat
Teufelsgrat är ett berg i Österrike, på gränsen till Tyskland.   Det ligger i distriktet Innsbruck-Land och förbundslandet Tyrolen, i den västra delen av landet, 400 km väster om huvudstaden Wien. Toppen på Teufelsgrat är 2 612 meter över havet, eller 13 meter över den omgivande terrängen. Bredden vid basen är 0,25 km.
Terrängen runt Teufelsgrat är huvudsakligen bergig, men åt sydost är den kuperad. Närmaste större samhälle är Telfs, 9,9 km söder om Teufelsgrat. 
Trakten runt Teufelsgrat består i huvudsak av gräsmarker. Runt Teufelsgrat är det ganska tätbefolkat, med 80 invånare per kvadratkilometer.